# Mallecomigas
Mallecomigas là một chi nhện trong họ Migidae.